# Navahermosa
Navahermosa – gmina w Hiszpanii, w prowincji Toledo, w Kastylii-La Mancha, o powierzchni 129,79 km². W 2011 roku gmina liczyła 4143 mieszkańców.